# Styrstads församling
Styrstads församling var en församling i Linköpings stift inom Svenska kyrkan i Norrköpings kommun. Församlingen uppgick 2010 i Norrköpings S:t Johannes församling.
Församlingens kyrka var Styrstads kyrka.
Befolkningen i församlingen var 2006 6 524 invånare.

## Administrativ historik

församlingsvapen 1995-2009

Församlingen har medeltida ursprung.
Församlingen utgjorde till 1 maj 1927 ett eget pastorat, därefter var den till 1962 moderförsamling i pastoratet Styrstad och Tingstad. Från 1962 till 1992 var församlingen annexförsamling i pastoratet Norrköpings S:t Johannes, Styrstad och Tingstad. Från 1992 till 2010 kom denna församling att utgöra ett eget pastorat. Församlingen uppgick 2010 i Norrköpings S:t Johannes församling.
Församlingskod var 058107.

## Kyrkoherdar
Lista över kyrkoherdar. Prästbostaden låg på Gräsnäs vid Styrstads kyrka.
| Ämbetstid | Namn                       | Levnadstid | Övrigt                                      |
| --------- | -------------------------- | ---------- | ------------------------------------------- |
| 1470      | Brynolphus Petri           |            |                                             |
| 1490      | Petrus Caruli              |            |                                             |
|           | Petrus                     |            | Senare canonici i Linköping.                |
| 1512–1520 | Olaus Esberni              |            |                                             |
| 1527–1559 | Jonas Francisci            | –1559      | Kyrkoherde och prost.                       |
| 1560–1581 | Ericus Holm                | –1581      | Kyrkoherde och prost.                       |
| 1582–1616 | Jonas Stigh                | –1616      | Kyrkoherde och prost.                       |
| 1618–1643 | Joannes Stigh (Methodorus) | 1583–1643  | Kyrkoherde och prost.                       |
| 1645–1674 | Johannes Rungius           | 1596–1674  |                                             |
| 1674–1690 | Nicolaus Wesselius         | 1636–1690  |                                             |
| 1691      | Jonas Kjernander           |            | Senare kyrkoherde i Kättilstads församling. |
| 1695–1708 | Nicolaus Aschanius         | 1651–1708  |                                             |
| 1709–1736 | Nicolaus Corylander        | 1675–1736  | Kyrkoherde och kontraktsprost.              |
| 1738–1745 | Magnus Bangelius           | 1702–1745  |                                             |
| 1746–1762 | Johan Schollin             | 1691–1762  |                                             |
| 1763–1770 | Petrus Rydstrand           | 1712–1770  |                                             |
| 1771–1793 | Bengt Torenstedt           | 1719–1793  | Kyrkoherde och prost.                       |
| 1796–1821 | Johan Lagerström           | 1753–1821  | Kyrkoherde och kontraktsprost.              |
| 1823      | Johan Magnus Björklund     |            | Senare kyrkoherde i Klockrike församling.   |
| 1845–1862 | Johan Magnus Lindbom       | 1798–1862  | Kyrkoherde och prost.                       |
| 1865–1882 | Johan Fredrik Boström      | 1810–1882  |                                             |
| 1885–1903 | Olaus Laveson              | 1839–1903  |                                             |
| 1906–     | Adolf Bodvid Cassel        | 1847–      |                                             |

### Komministrar
| Ämbetstid | Namn                        | Levnadstid | Övrigt                                        |
| --------- | --------------------------- | ---------- | --------------------------------------------- |
| 1605      | Jonas Gregorii              |            |                                               |
| 1636      | Ericus Olai                 | –1636      |                                               |
|           | Andreas                     |            |                                               |
| 1661–1674 | Nicolaus Wesselius          | 1636–1690  | Senare kyrkoherde i församlingen.             |
| 1675      | Jonas Walbman               |            | Senare hospitalspredikant i Vadstena.         |
| 1718–1725 | Bengt Styrelius             | 1689–1725  |                                               |
| 1725      | Eric Isberg                 |            | Senare kyrkoherde i Vireda församling.        |
| 1729–1746 | Johan Schollin              | 1691–1762  | Senare kyrkoherde i församlingen.             |
| 1746–1757 | Petrus Rydstrand            | 1712–1770  | Senare kyrkoherde i församlingen.             |
| 1759–1784 | Nils Kjellén                | 1730–1808  | Senare kyrkoherde i Borgs församling.         |
| 1785–1807 | Johan Gustaf Ödman          | 1747–1807  |                                               |
| 1809–1810 | Benct Kuhlers               | 1761–1848  | Senare kyrkoherde i Vånga församling.         |
| 1810–1826 | Daniel Christian Grevillius | 1775–1826  |                                               |
| 1827      | Per Blomberg                | 1792–1827  | Avled före tillträdandet.                     |
| 1828–1833 | Carl Adolf Enelius          | 1792–1887  | Senare kyrkoherde i Åtvids församling.        |
| 1834–1838 | Jonas Holmqvist             | 1795–1838  |                                               |
| 1839      | Pehr Gustaf Holmstedt       |            | Senare komminister i Västra Husby församling. |
| 1842      | Per Linderson               |            | Senare komminister i Misterhults församling.  |
| 1848      | Magnus Westergren           |            | Senare kyrkoherde i Konungsunds församling.   |
| 1856      | Carl August Bånge           |            | Senare kyrkoherde i Nykils församling.        |
| 1861–1863 | Anders Viktor Bergström     | 1833–1913  |                                               |

## Organister och klockare
| Ämbetstid | Namn                       | Levnadstid | Övrigt                           |
| --------- | -------------------------- | ---------- | -------------------------------- |
| 1662–1674 | Nicolaus Wesselius         | 1636–1690  | Organist och klockare.           |
| 1691-1693 | Hans                       |            | Klockare                         |
| 1695      | Mattias                    |            | Klockare                         |
| 1699      | Petter Pehrsson            |            | Organist                         |
| 1700-1718 | Johan Håkansson Hammerwijk |            | Klockare                         |
| 1704-1744 | Håkan Eriksson             | 1683-1744  | Organist 1704 och klockare 1718. |
| 1740-1741 | Bengt                      |            | Organist                         |
| 1746-1758 | Bengt Törngren             | 1715-      | Organist och klockare            |
| 1771-1804 | Hans Kjellsten             | 1738-1804  | Klockare                         |
| 1804-1826 | Per Gustaf Kjellsten       | 1782-1826  | Organist och klockare            |
| 1826-1840 | Jonas Fredrik Lindqvist    | 1803-      | Organist och klockare            |